# Busso
Busso község (comune) Olaszország Molise régiójában, Campobasso megyében.

## Fekvése
A megye délnyugati részén fekszik. Határai: Baranello, Campobasso, Casalciprano, Castropignano, Oratino, Spinete és Vinchiaturo.

## Története
A település egy ősi szamnisz központ helyén alakult ki. Egyes történészek az ókori Aquiloniával azonosítják, amelynek határában zajlott le i. e. 293-ban a rómaiak és a szamniszok egyik utolsó csatája. A normann idők óta a Molisei Grófság része, majd a 14. század óta különböző nemesi családok birtoka lett. A 19. század elején nyerte el önállóságát, amikor a Nápolyi Királyságban felszámolták a feudalizmust.

## Népessége
A népesség számának alakulása:

## Főbb látnivalói
- Santa Tecla-templom
- Santa Maria del Carmine-templom
- San Lorenzo-templom